# Robert Hübner (Künstler)
Robert Hübner (* 1967 in Linz) ist ein österreichischer bildender Künstler, Mediengestalter, Autor, Verleger und Universitätslehrer.

## Leben und Wirken
Nach Abschluss des humanistischen Gymnasiums Wilhering 1985 studierte Hübner zuerst das künstlerische Lehramt mit Schwerpunkt Bildhauerei an der Hochschule für künstlerische und industrielle Gestaltung in Linz bei Hannes Haybäck (Diplom 1993). Anschließend folgte ein postgraduierten Studium für Film, Video und Neue Medien beim polnischen Regisseur Janusz Kondratiuk und eine Ausbildung für Kameraführung und Schnitt bei Adam Olech.
Nach zwei Jahren Schuldienst als Kunst- und Werkpädagoge folgte Hübner 1995 dem Ruf als Assistent und Universitätslehrer an der Kunsthochschule Linz, wo er von 2010 bis 2014 die interimistische Leitung der Abteilung Technik & Design, und von 2012 bis 2014 die Leitung des Instituts Raum und Design übernahm.
Seit 2008 leitet er den von Hans Hoffmann-Ybbs 1961 gegründeten Verein Künstlergruppe Parz als Obmann und organisiert Ausstellungen und künstlerische Auftritte der Gruppe im In- und Ausland.

## Akademische Stationen
- 1993: Universität für künstlerische und industrielle Gestaltung, Studium Kunst- und Werkpädagogik, Linz
- 1992–1999: postgraduate Studium Mediengestaltung, Film und Video bei Janusz Kondratiuk
- seit 1994: Mitarbeiter und Lehrender an der Universität für künstlerische und industrielle Gestaltung, Linz
- 2010–2014: Leiter der Abteilung Technik & Design an der Universität für künstlerische und industrielle Gestaltung, Linz
- 2012–2014: Institutsleiter Raum und Design an der Universität für künstlerische und industrielle Gestaltung, Linz
- seit 2013: Vorstandsmitglied der BAGWE (Bundesarbeitsgemeinschaft Werken) im Bundesministerium für Bildung, Wissenschaft und Forschung, Wien

## Einzelausstellungen
- 2017: donaukind, Produzentengalerie, Passau
- 2016: Abstrakte Tatsachen, RBL-Galerie, Leonding
- 2014: Das Recht zu Schweigen, Galerie lawfirm, Linz
- 2013: kairos, Galeriehaus, Wels
- 2012: more songs about buildings, Graphisoft Center, Wien
- 2011: Bis zur Unkenntlichkeit, Galerie im 44er Haus, Leonding

## Bücher und Kataloge
- Hübner Robert: Linzer Tarock (Illustriertes Stadtportrait). bildmanufaktur, Linz 2009, ISBN 978-3-9504585-1-0.
- Hübner Robert: Zur Sache: Technik und Design. Kunstuniversität, Linz 2014, ISBN 978-3-901112-71-3.
- Hübner Robert: Kunst Werk Bild – Handbuch zur Begriffsbenutzung. bildmanufaktur, Linz 2018, ISBN 978-3-9504585-0-3.
- Genoveva Rückert: Rumoren im Archiv. Kunsthalle Artemons, Hellmonsödt 2013, S. 3–5, 50–55, 62–65.
- Inga Kleinknecht: Faunastisch – Hommage an Hoffmann-Ybbs. Künstlergruppe Parz, Linz 2012, S. 16–19.
- Yvonne zu Dohna: Sette dimensioni della corporalità. Pinacoteca Communale d’arte contemporanea, Gaeta 2010, S. 6–11 (italienisch).